# Victor Hadwiger
Victor Hadwiger (geboren 6. Dezember 1878 in Prag; gestorben 4. Oktober 1911 in Berlin) war ein deutschsprachiger Schriftsteller, der oft auch als früher Vorläufer und Wegbereiter des literarischen Expressionismus bezeichnet wurde.

## Leben

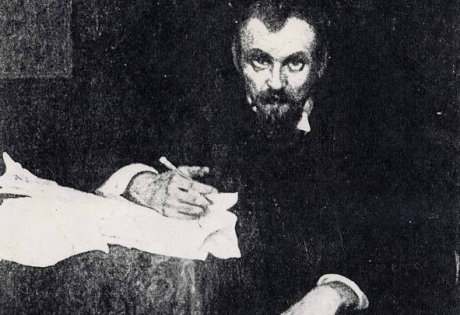
Victor Hadwiger

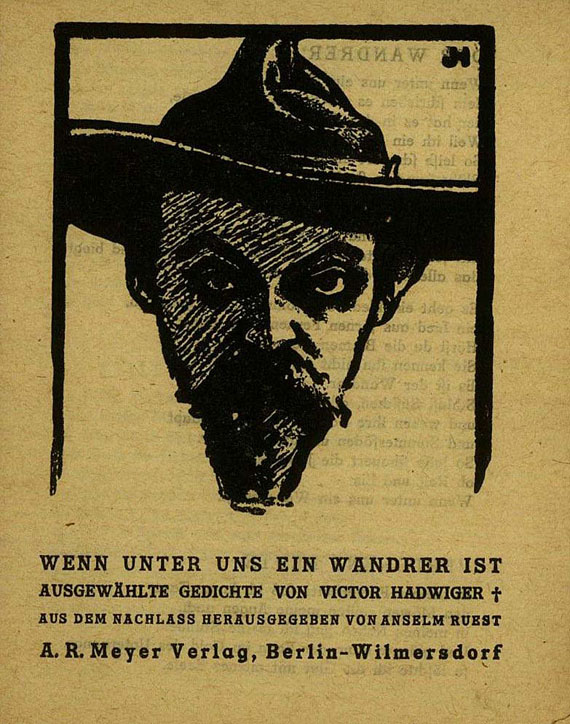
Karikatur von Victor Hadwiger (1912)

Als Sohn eines österreichischen Oberstabsarztes wurde Victor Hadwiger am 6. Dezember 1878 im damals noch zum österreich-ungarischen Kaiserreich gehörenden Prag geboren. Nach einer schwierigen, an vielfach wechselnden Wohnorten verbrachten Schulzeit begann er 1899 ein Studium der Literaturgeschichte und Philosophie an der Prager Karl-Ferdinands-Universität. Daneben verkehrte er im neoromantischen Literaturzirkel „Jung-Prag“, wo er u. a. mit Paul Leppin und Hugo Wiener, aber auch mit dem zehn Jahre älteren Bürgerschreck Gustav Meyrink nähere Bekanntschaft schloss und bald zu einer der markantesten Figuren der künstlerischen Bohème avancierte. „Leppin und Hadwiger erschienen meist zwillingsbrüderhaft gemeinsam. Sie waren beide sehr groß und trugen enorme Hüte, fielen auch auf der Straße auf. Beide sehr blaß, bunte Künstlerkrawatten flatterten um ihren Hals“, erinnerte sich rückblickend Max Brod, der Freund und Nachlassverwalter Franz Kafkas, in seinen Aufzeichnungen über den „Prager Kreis“. Kurz vor der Jahrhundertwende entstanden dann auch Hadwigers erste Gedichte, die im Jahre 1900 in Buchform gesammelt herausgegeben wurden.
1901 unternahm Hadwiger gemeinsam mit einem Studienkollegen eine Reise nach Paris, deren Impressionen ihm unvergesslich blieben. Im Jahr darauf erfolgte kurz nach dem Tod seiner Mutter ein endgültiger Bruch mit dem Vater, der ihm aus Verärgerung über die leichtsinnige Lebensweise des Sohnes jegliche weitere finanzielle Unterstützung entzog. Ohne sein Studium zu beenden, zog Hadwiger hoch verschuldet, aber mit einem kleinen Stipendium versehen im Frühjahr 1903 nach Berlin, um sich dort durch die Mitarbeit an der „Vossischen Zeitung“ und eigene literarische Arbeiten seinen Lebensunterhalt zu verdienen. Sein im gleichen Jahr erscheinender Lyrikband Ich bin verhalf ihm hier zu einem viel beachteten Einstand.
Auch in Berlin bewegte sich Hadwiger vornehmlich in der einschlägig bekannten Bohème- und Kabarettistenszene um Peter Hille und Erich Mühsam. Wie der legendäre Vagant Hille, der 1904 verstarb, zog er nun ebenfalls unstet von Quartier zu Quartier, das ständig anwachsende Konvolut seiner Manuskripte mit sich herumschleppend. Erich Mühsam beschreibt ihn in seinen „Unpolitischen Erinnerungen“ als „maßlos in allem: im Trinken, Rauchen und Fluchen, im Überschwang der Glückseligkeit und im Weltschmerz“.
Erst die Eheschließung mit der Schriftstellerin Else Strauß, einer Großnichte des berühmten Theologen David Friedrich Strauß, führte zu einer anhaltenden Sesshaftigkeit in Hadwigers Lebensführung. Gleichzeitig mehrte sich seine literarische Bekanntheit durch diverse Veröffentlichungen in Zeitschriften und Anthologien, etwa in „Das Blaubuch“, im „Hyperion“ oder in der „Aktion“. Für den von Hanns Heinz Ewers im Jahre 1906 herausgegebenen „Führer durch die moderne Literatur“ lieferte er etliche Beiträge in Form von z. T. leicht satirischen Autorenportraits. 1911 erschienen dann Hadwigers Novelle „Der Empfangstag“ sowie die beiden Liebesgeschichten „Blanche“ und „Des Affen Jogo Liebe und Hochzeit“. Eine sich nun langsam abzeichnende erfolgreiche Schriftstellerkarriere beendete jedoch sein plötzlicher Tod am 4. Oktober 1911.
Ein Großteil von Hadwigers dichterischem Werk gelangte erst posthum an das Licht der Öffentlichkeit: Neben einer Auswahl aus seinem lyrischen Nachlass unter dem Titel „Wenn unter uns ein Wandrer ist“ (1912) sind hier vor allem die beiden Romane „Abraham Abt“ und „Il Pantegan“ von Bedeutung.
Hadwigers Prosa ist durchgängig geprägt von einer maßlos ausschweifenden Phantastik, in der groteske und abstruse Effekte oftmals unvermittelt in atmosphärisch dichte Beschreibungen von intensiver Bildhaftigkeit umschlagen können. Als inhaltliches Motiv macht sich vor allem in den Romanen ein ausgeprägter Ekel gegenüber aller dumpfen Spießbürgermoral geltend, der zu einem meist exzessiven Ausbruch des Einzelnen in eine dämonische Lasterhaftigkeit führt. Ähnliche Anklänge an Friedrich Nietzsches Konzeption des „Übermenschen“ finden sich, neben Einflüssen Rainer Maria Rilkes und der Neoromantik, auch in Hadwigers Gedichten, die zum großen Teil die einzelgängerischen Wanderungen eines „lyrischen Ichs“ in ekstatisch visionären Bildern thematisieren.
Beim breiten Lesepublikum fielen Hadwigers Werke, die mit ihrem ausufernden phantastischen Sprachdschungel einer abstrusen Ästhetik des Hässlichen verpflichtet sind, schon bald nach dem Ersten Weltkrieg in Vergessenheit und feierten später nur vereinzelt eine kurzlebige Renaissance. So fanden drei seiner apokalyptisch angehauchten Visionen eine Aufnahme in die 1962 erstmals erschienene Anthologie „Lyrik des expressionistischen Jahrzehnts“, die beiden Romane „Il Pantegan“ und „Abraham Abt“ wurden 1984 als Doppelband in der renommierten „edition text + kritik“ neu aufgelegt, weitere spärliche Einzeleditionen folgten.

## Werke (Auswahl)
- Gedichte. Pierson, Dresden und Leipzig 1900.
- Ich bin. Gedichte. Meyer, Leipzig und Berlin 1903.
- Der Empfangstag. Novelle. Weber-Haus, Berlin 1911.
- Blanche. Des Affen Jogo Liebe und Hochzeit. Weber-Haus, Berlin 1911.
- Abraham Abt. Das Buch der Felsen; das Buch der Herberge; das Buch des Gartens; das Buch der Sonnenuntergänge und der Sterne; ein Roman. Alfred Richard Meyer, Berlin-Wilmersdorf 1912.
- Wenn unter uns ein Wandrer ist. Ausgewählte Gedichte aus dem Nachlass. Hrsg. von Anselm Ruest. Alfred Richard Meyer, Berlin-Wilmersdorf 1912.
- Der Tod und der Goldfisch. Bachmair, München 1913.
- Il Pantegan. Mit sechs Kupferdrucken von Walter Gramatté, Axel Juncker, Berlin 1919 (Auflage 500 Exemplare).

## Weitere Ausgaben
- Des tragischen Affen Jogo Liebe und Hochzeit. Eine tragikomische Geschichte. Axel Juncker, Berlin 1920.
- Il Pantegan. Abraham Abt. Hrsg. von Hartmut Geerken. (Frühe Texte der Moderne). edition text+kritik, München 1984. ISBN 978-3-88377-172-4.
- Il Pantegan. Rütten & Loening, Berlin 1992.
- Blanche. Fünf Kapitel einer Liebesgeschichte. Grin, Münster 2009. ISBN 978-3-640-23114-0.
- Wenn unter uns ein Wandrer ist – Gedichte. Degener, Potsdam 2011. ISBN 978-3-940531-35-3.